# L'Homme qui refusait de serrer la main
L'Homme qui refusait de serrer la main (titre original : The Man Who Would Not Shake Hands) est une nouvelle de Stephen King parue en 1985 dans le recueil de nouvelles Brume mais ayant été publiée pour la première fois en 1981 dans l'anthologie Shadows éditée par Charles L. Grant.

## Résumé
Dans un club privé de Manhattan, George Gregson raconte une histoire à d'autres membres. En 1919, alors que Gregson était un jeune homme, il jouait déjà au poker dans ce club. Henry Brower, un homme qui refuse de serrer la main de quiconque en prétextant une aversion du contact, se joint un jour à sa table pour une partie. Lors de celle-ci, Jason Davidson, l'un des autres joueurs, serre spontanément la main de Brower pour le féliciter. Brower hurle alors d'horreur et s'enfuit.
Le lendemain, une connaissance de Brower raconte à Gregson qu'alors qu'il était à Bombay, Brower prétend avoir été maudit après avoir été involontairement à l'origine de la mort d'un enfant. Cette malédiction implique la mort de toute personne touchée par Brower et, peu après, Davidson est effectivement retrouvé mort. Gregson cherche Brower dans toute la ville et finit par apprendre d'un réceptionniste d'hôtel que Brower a été retrouvé mort la veille, sa main gauche serrant sa main droite.
Ayant fini son histoire, Gregson quitte le club après avoir fait remarquer à Stevens, le maître d'hôtel, qu'il est vraiment le portrait juré de son grand-père, qui officiait à son poste quand Gregson était jeune.

## Genèse
La nouvelle a été publiée initialement dans le quatrième volume de l'anthologie Shadows en octobre 1981. Elle est ensuite parue dans le recueil Brume.

## Intertextualité
Cette nouvelle a pour cadre un étrange club privé, dont les membres se racontent des histoires, qui est le même que celui au centre de la nouvelle La Méthode respiratoire (1982), à laquelle il est d'ailleurs fait ouvertement référence au début de L'Homme qui refusait de serrer la main. 